# Milnesium variefidum
Espèce
Milnesium variefidum est une espèce de tardigrades de la famille des Milnesiidae. 

## Distribution
Cette espèce est endémique d'Écosse au Royaume-Uni.

## Publication originale
- Morek, Gąsiorek, Stec, Blagden & Michalczyk, 2016 : Experimental taxonomy exposes ontogenetic variability and elucidates the taxonomic value of claw configuration in Milnesium Doyère, 1840 (Tardigrada: Eutardigrada: Apochela). Contributions to Zoology, vol. 85, no 2, p. 173-200.